# Moldavië op het Eurovisiesongfestival 2017

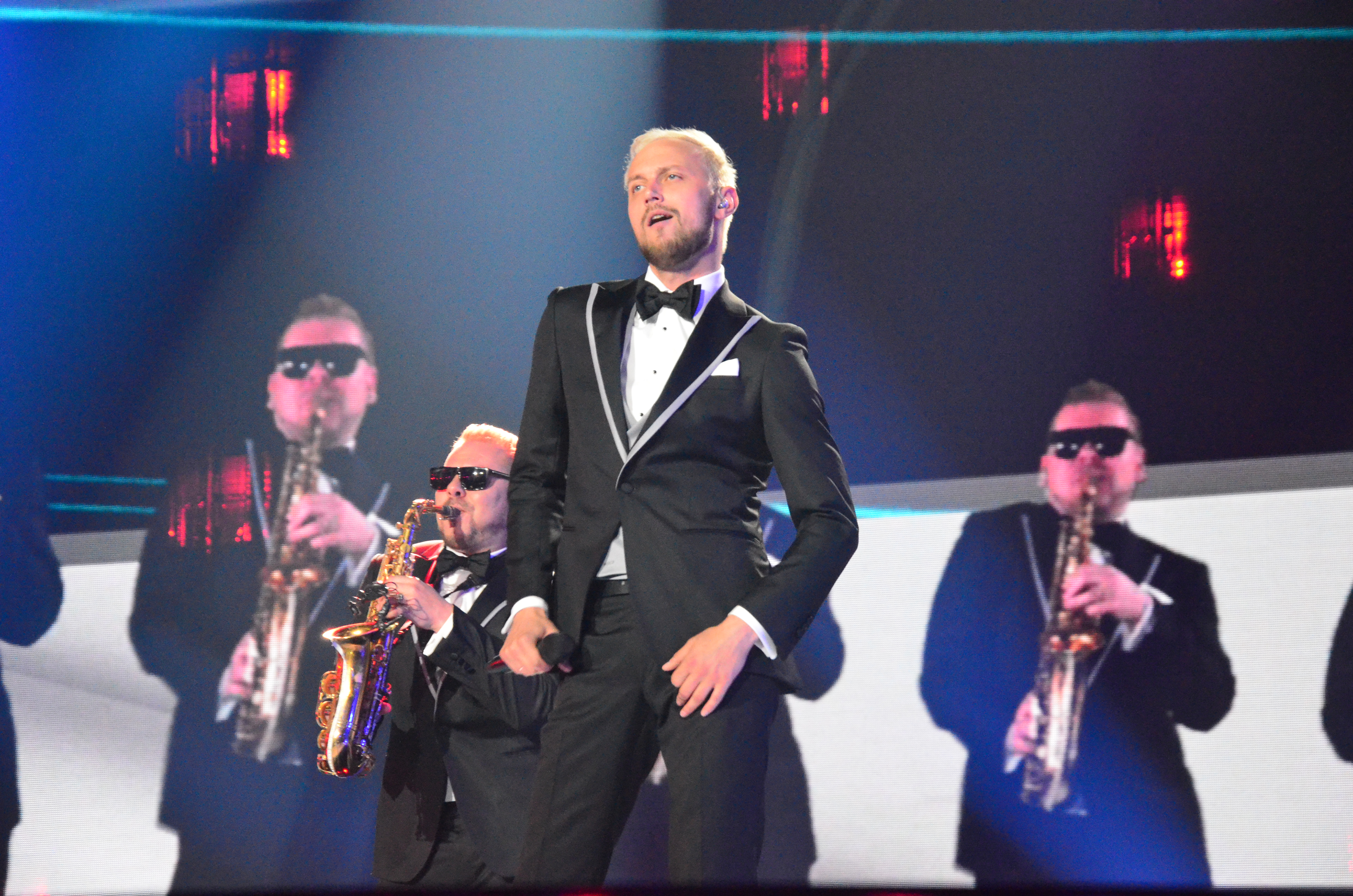
De groep SunStroke Project werd derde tijdens het Eurovisiesongfestival 2017.

Moldavië nam deel aan het Eurovisiesongfestival 2017 in Kiev, Oekraïne. Het was de 13de deelname van het land op het Eurovisiesongfestival. 

## Selectieprocedure
Op 12 december 2016 maakte de Moldavische omroep bekend dat het land zou gaan deelnemen aan het aankomende Eurovisiesongfestival. De selectiemethode werd ook meteen bekendgemaakt, naar jaarlijkse gewoonte werd er weer gekozen voor een nationale finale die zou plaatsvinden op 25 februari 2017. Ten opzichte van de afgelopen jaren werd de selectie wel ingekort. Voorheen waren er twee halve finales volgens het Eurovisie-systeem op dinsdag en donderdag; in 2017 is er maar één voorronde, die zal plaatsvinden op 24 februari, de dag voor de finale. Artiesten en componisten werden opgeroepen om inzendingen naar de omroep op te sturen vóór 18 januari moesten deze binnen zijn. 
Op 21 januari maakte de omroep de shortlist met kandidaten bekend die zouden gaan deelnemen aan de nationale finale. Oorspronkelijk was ook zanger Constantin Cobilean geselecteerd met het nummer Mama. Dat bleek twee jaar geleden al eens in het Russische te zijn uitgevoerd door een andere artiest en werd daarom gediskwalificeerd. Hij werd vervangen door zangeres Nadia Mosneagu.
Winnaar van de nationale finale werd uiteindelijk de groep SunStroke Project met het lied Hey, Mamma!. De groep Ethno Republic & Surorile Osoianu won de jury-stemming en eindigde als tweede bij de televoters. SunStroke Project presteerde het omgekeerde. Hierdoor hadden de beide acts het gelijke aantal punten. De voorkeur van een vooraf bepaald jurylid bleek vervolgens voldoende voor de zege van SunStroke Project.
In 2010 ging SunStroke Project ook al naar het Eurovisiesongfestival. Toen werd samen met Olia Tira de 22e plek behaald in Oslo. 

### Uitslag nationale finale
| artiest                           | lied                  | televoting | jury | punten totaal |
| --------------------------------- | --------------------- | ---------- | ---- | ------------- |
| SunStroke Project                 | "Hey, Mamma!"         | 10         | 12   | 22            |
| Ethno Republic & Surorile Osoianu | "Discover Moldova"    | 12         | 10   | 22            |
| Diana Brescan                     | "Breath"              | 8          | 5    | 13            |
| Marks & Stefanet                  | "Join us in the rain" | 4          | 8    | 12            |
| Vozniuc feat. Vio Grecu           | "Don't Lie"           | 7          | 4    | 11            |
| Valeria Pașa                      | "Freedom"             | 5          | 6    | 11            |
| Samir Loghin                      | "Glow"                | 3          | 7    | 10            |
| Aurel Chirtoacă                   | "Dor de mamă"         | 3          | 6    | 9             |

## In Kiev
Moldavië moest tijdens het songfestival eerst aantreden tijdens de eerste halve finale, deze doorstond het land glansrijk en werd tweede achter Portugal, genoeg om door te stromen naar finale. 
Tijdens de finale trad het land als zevende aan, na Nederland en voor Hongarije. Aan het eind van de avond bleek Moldavië op een derde plek te zijn beland met 374 punten, de hoogste notering tot nu toe. Het land ontving in totaal vijf keer de hoogste aantal punten, namelijk de 12. Deze waren afkomstig vanuit Australië, Portugal, Roemenië, het gastland Oekraïne en vanuit Italië.
2005 · 2006 · 2007 · 2008 · 2009 · 2010 · 2011 · 2012 · 2013 · 2014 · 2015 · 2016 · 2017 · 2018 · 2019 · 2020 · 2021 · 2022 · 2023 · 2024 · 2025
Albanië · Armenië · Australië · Azerbeidzjan · België · Bulgarije · Cyprus · Denemarken · Duitsland · Estland · Finland · Frankrijk · Georgië · Griekenland · Hongarije · Ierland · IJsland · Israël · Italië · Kroatië · Letland · Litouwen · Macedonië · Malta · Moldavië · Montenegro · Nederland · Noorwegen · Oekraïne · Oostenrijk · Polen · Portugal · Roemenië · San Marino · Servië · Slovenië · Spanje · Tsjechië · Verenigd Koninkrijk · Wit-Rusland · Zweden · Zwitserland